# Disturbios en el estado de Rakáin de 2012
Los disturbios en el estado de Rakhine de 2012 fueron una serie de conflictos principalmente entre budistas Rakhine y musulmanes Rohingya en el norte del estado de Rakhine, Birmania, aunque en octubre musulmanes de todas las etnias empezaron a ser objetivo de los ataques. Los disturbios se desencadenaron tras semanas de disputas sectarias y fueron condenados por la mayoría de la gente en ambos bandos del conflicto. La causa inmediata de los disturbios fue el asesinato perpetrado por budistas de diez musulmanes que murieron calcinados al ser quemado el autobús en el que viajaban tras la violación de una mujer budista por tres musulmanes. El gobierno de Myanmar respondió imponiendo toques de queda y desplegando tropas en las regiones. El 10 de junio, el estado de emergencia fue declarado en Rakhine, permitiendo a militares participar en la administración de la región. Hasta el 22 de agosto hubo oficialmente 88 bajas —57 musulmanes y 31 budistas—. Unas 90 000 personas estimadas fueron desplazadas por la violencia. Sobre 2528 casas fueron quemadas, y de ellas, 1336 pertenecían a los Rohingyas y 1192 pertenecían a los budistas rakhines. El ejército y la policía birmanos fueron acusados de desempeñar un papel líder en hacer objetivo en los Rohingyas a través de detenciones en masa y violencia indiscriminada.
Mientras la respuesta del gobierno era elogiada por los Estados Unidos y la Unión Europea, Amnistía Internacional y otros grupos de derechos humanos eran críticos, manifestando que los Rohingya estaban huyendo de los arrestos indiscriminados del gobierno birmano, y que los Rohingyas se habían enfrentado a discriminación sistemática por el gobierno durante décadas. El Alto Comisionado de las Naciones Unidas para los Refugiados y varios grupos de derechos humanos rechazaron la propuesta del presidente Thein Sein de reasentar a los Rohingyas en el extranjero. Algunos grupos de ayuda criticaron al gobierno de Myanmar por crear una crisis humanitaria a los Rohingya, por aislarlos en campamentos, por "trato abusivo" y por impedir el acceso a ayuda humanitaria, incluyendo detenciones de trabajadores de ayuda humanitaria.
Los combates se desataron de nuevo en octubre, resultando en al menos 64 muertes y la destrucción de miles de casas.
El balance final fueron varios centenares de muertos de ambas comunidades y la huida de cerca de 150 000 rohinyá a Bangladés.

## Contexto
Los enfrentamientos sectarios ocurren esporádicamente en el estado de Rakhine, a menudo entre la mayoría budista Rakhine y la considerablemente minoría musulmana Rohingya. El gobierno birmano califica a los Rohingya como "inmigrantes" en Birmania, y por lo tanto, sin derecho a la ciudadanía. Algunos historiadores argumentan que el grupo se remonta a siglos mientras que otros dicen que surgió en el siglo XIX. Según las Naciones Unidas, los Rohingya son una de las minorías más perseguidas del mundo. Elaine Pearson, vicedirectora de la sección asiática de Human Rights Watch, dijo que "todos esos años de discriminación, abusos y abandono seguro que estallarían en algún punto, y eso es lo que estamos viendo ahora".
En la tarde-noche del 28 de mayo, un grupo de tres musulmanes incluyendo a dos Rohingyas, robaron, violaron y asesinaron a una mujer étnica Rakhine, Ma Thida Htwe, cerca de la población de Kyaut Ne Maw. La policía detuvo a tres sospechosos y los envió a la cárcel de la municipalidad de Yanbye. El 3 de junio, una muchedumbre atacó un autobús en Taungup, creyendo erróneamente que los responsables del asesinato iban a bordo. Diez musulmanes fallecieron en el atentado de represalia, provocando protestas por parte de los musulmanes birmanos en la capital comercial, Rangún. El gobierno contestó nombrando a un ministro y a un jefe de policía superior para encabezar un comité de investigación. Al comité se le ordernó investigar las "causa e instigación del incidente" y seguir con las acciones legales. Hasta el 2 de julio, 30 personas habían sido detenidas por la matanza de diez musulmanes.

## Disturbios
Los disturbios constaron de varios atentados por budistas Rakhine y musulmanes Rohingya en las comunidades recíprocas, incluyendo la destrucción de propiedades.

### 8 de junio: primeros atentados
A pesar de haberse incrementado las medidas de seguridad, a las 3:50 p. m. del 8 de junio, una vasta multitud de Rohingyas prendieron fuego a varias casas en Bohmu, municipalidad de Maungdaw. Las líneas telefónicas fueron también dañadas. En la tarde-noche, Hmuu Zaw, un oficial de alto rango, informó de que las fuerzas de seguridad estaban protegiendo 14 poblaciones quemadas en la municipalidad de Maungdaw. Sobre las 5:30, las fuerzas estuvieron autorizadas para usar la fuerza letal, pero dispararon principalmente disparos de aviso según los medios de comunicación locales. Poco después, las autoridades declararon que la situación en la municipalidad de Maungdaw había sido estabilizada. Sin embargo, tres localidades del sur de Maungdaw fueron incendiadas en la temprana tarde-noche. A las 9 en punto, el gobierno impuso un toque de queda en Maungdaw, prohibiendo cualquier concurrencia o reunión de más de cinco personas en un área pública. Una hora más tarde, los agitadores tenían una avanzada de policía en Khayay Mying rodeada. La policía disparó tiros de aviso para dispersarlos. A las 10 en punto, las fuerzas armadas habían tomado posiciones en Maungdaw. Se había confirmado que cinco personas habían resultado fallecidas a fecha de 8 de junio.

### 9 de junio: los disturbios se propagan
En la mañana del 9 de junio, cinco batallones del ejército llegaron para reforzar a las fuerzas de seguridad existentes. El gobierno levantó campamentos de refugiados para aquellos que habían perdido sus casas por efecto del fuego. Los informes gubernamentales afirmaban que el Ministerio de Ayuda y Reasentamiento y el Ministerio de Defensa habían distribuido 3.3 toneladas de provisiones y 2 toneladas de ropa respectivamente.
A pesar de haberse aumentado la presencia de seguridad, los disturbios siguieron incólumes. Las fuerzas de seguridad evitaron exitosamente el intento de los agitadores de incendiar cinco alojamientos en Maungdaw. Sin embargo, los habitantes Rakhine de la municipalidad de Buthidaung llegaron a los campamentos de refugiados tras ser sus casas arrasadas. Poco después, los soldados tomaron posiciones y la policía antidisturbios los patrulló en la municipalidad. Los agitadores marcharon hacia Sittwe y quemaron tres casas en el alojamiento de Mingan. Un informe oficial afirmó que al menos 7 personas habían resultado muertas, y un albergue, 17 tiendas y sobre 494 casas habían sido destruidas a fecha de 9 de junio.

### 10 de junio: estado de emergencia
El 10 de junio, fue declarado un estado de emergencia sobre Rakhine. Según la televisión del estado, la orden fue dada en respuesta a "atentados terroristas y disturbios" y "la intención de restablecer la seguridad y estabilidad al pueblo inmediatamente". El presidente Thein Sein añadió que más disturbios podrían amenazar los movimientos del país hacia la democracia. Era la primera vez que el actual gobierno utilizaba los suministros. Instigó la ley marcial, dando el control administrativo de la región a los militares. El movimiento fue criticado por Human Rights Watch, que acusó al gobierno de entregar el control a los militares que han maltratado históricamente a la gente de la región.
También el 10 de junio, según los Rohingya, "una chica de 12 años que iba a hacer una compra rutinaria fue disparada de muerte por la policía". Algunos étnicos Rakhine quemaron casas Rohingya en Bohmu en represalia.
Sobre cinco mil personas residían en campos de refugiados a fecha de 10 de junio. Muchos de los refugiados huyeron a Sittwe para escapar de los disturbios y de los abrumadores funcionarios locales.

### 12–14 de junio
El 12 de junio, más edificios fueron incendiados en Sittwe mientras muchos residentes por todo Rakhine eran relocalizados. "El humo está viniendo de muchas direcciones y estamos asustados", afirmó un residente étnico Rakhine. "El gobierno debería mandar más fuerzas de seguridad para proteger [nuestras] las comunidades". Un funcionario del gobierno no identificado elevó el número de víctimas mortales hasta 25 hasta la fecha.
El número de bajas fue oficialmente modificado a 21 el 13 de junio. Un enviado especial de las Naciones Unidas visitó la región afectada por los disturbios. "Estamos aquí para observar y evaluar cómo podemos seguir proporcionando apoyo a Rakhine", dijo Ashok Nigam, coordinador humanitario de la ONU. El enviado más tarde comentó que parecía que el ejército había restablecido el orden en la región.
Entretanto, las autoridades bengalíes continuaron sin dejar entrar a los refugiados, negando la entrada a otras 140 personas en Bangladés. Hasta la fecha al menos 15 barcos y sobre 1500 refugiados totales se les ha denegado la entrada. Dipu Moni, Ministro de Asuntos Exteriores de Bangladés, dijo en una rueda de prensa en la capital, Daca, que Bangladés no tenía la capacidad de aceptar refugiados porque los empobrecidos recursos del país ya están tensos. La ONU llamó a Bangladés a reconsiderar su decisión.
El 14 de junio, la situación pareció calmarse mientras la cifra de bajas era actualizada a 29 muertes —16 musulmanes y 13 budistas según las autoridades birmanas—. El gobierno también estimó que 2500 casas habían sido destruidas y 30 000 personas desplazadas por la violencia. Treinta y siete campamentos a lo largo de Rakhine alojaban a los refugiados. La líder de la oposición Aung San Suu Kyi advirtió que la violencia continaría a menos que "el dominio de la ley" fuera restablecido.

### 15–28 de junio
A fecha de 28 de junio, las cifras de bajas fueron actualizadas a 80 muertes y unas 90 000 personas estimadas estaban desplazadas y en refugios en campamentos temporales según informes oficiales. Cientos de Rohingyas huyeron a lo largo de la frontera a Bangladés, aunque muchos se vieron obligados a volver a Birmania.
Tun Khin el presidente de la Organización Rohingya Birmana UK (BROUK), afirmó que a fecha de 28 de junio 650 Rohingyas habían resultado fallecidos, 1200 estaban desaparecidos, y más de 80 000 habían sido desplazadas. Los Rohingyas que huyeron a Bangladés denunciaron que el ejército y la policía birmanos disparaba a grupos de habitantes. Afirmaron que tendrían miedo de volver a Birmania cuando Bangladés los rechazara como refugiados y los invitara a volver a casa.

## Disturbios de octubre
La violencia entre musulmanes y budistas estalló de nuevo a finales de octubre, matando al menos de 64 a 100 personas y destruyendo miles de casas. La violencia comenzó en las ciudades de Min Bya y Mrauk Oo, pero se extendió a lo largo del estado. El 26 de octubre, activistas comunitarios informaron de que al menos 112 personas habían resultado fallecidas, mientras el número de víctimas mortales oficial a fecha de 27 de octubre permanecía en 64. Aunque la mayoría de los musulmanes del estado de Rakhine son Rohingya, musulmanes de todas las etnias informaron de ser objetivos de la violencia. Varios grupos musulmanes anunciaron que no celebrarían el Eid al-Adha porque sentían que el gobierno no podía protegerlos.
El secretario general de la ONU Ban Ki-moon publicó una declaración el 26 de octubre que decía: "los atentados patrullados, las amenazas de objetivos y la retórica extremista deben ser detenidos. Si esto no se lleva a cabo... el proceso de reforma y apertura llevados a cabo por el gobierno probablemente sean puestos en peligro". La portavoz del Departamento de Estado de los Estados Unidos, Victoria Nuland instó al gobierno birmano a parar la violencia y permitir el acceso no restringido a los grupos de ayuda humanitaria. El 27 de octubre, un portavoz de Thein Sein reconoció "incidentes en pueblos enteros y partes de ciudades siendo incendiadas en el estado de Rakhine", tras dar a conocer Human Rights Watch una imagen de satélite mostrando cientos de edificios siendo destruidos en Kyaukpyu en la isla de Ramree. La ONU denunció el 28 de octubre que 3200 desplazados más habían huido a campos de refugiados, con una cantidad estimada de 2500 todavía en ruta.

## Reacciones

### Nacionales
- Liga Nacional para la Democracia – La LND hizo un llamamiento a los agitadores para que se detuvieran.[43]
- Grupo de Estudiantes de la Generación del 88 – Los Estudiantes de la Generación del 88 llamó a los disturbios "actos de terrorismo" y actos que "no tienen nada que ver con el islam, budismo u otra religión".[44]
- Asociación Islámica Todo Myanmar – La Asociación Islámica Todo Myanmar, la más extensa asociación islámica en Myanmar, condenó el "terrorismo y destrucción de vidas y propiedades de gente inocente", declarando que "los perpetradores deberían rendir cuentas ante la ley".[45][46]
- Algunos analistas locales creen que los disturbios y el conflicto fueron instigados por los militares, con el objetivo de avergonzar a Aung San Suu Kyi durante su visita europea, para reafirmar su propia autoridad, o desviar la atención de otros conflictos relacionados con minorías étnicas a lo largo del país.[47]
- En agosto de 2012 el presidente Thein Sein anunció el establecimiento de una comisión de 27 miembros para investigar la violencia. La comisión incluiría a miembros de diferentes partidos políticos y organizaciones religiosas.[48]

### Internacionales
- Bangladés – Bangladés, que limita con Birmania, incrementó la seguridad fronteriza en respuesta a los disturbios. Numerosos botes de refugiados fueron rechazados por la guardia fronteriza.[22]
- Irán – Miembros de la sociedad iraní condenaron los atentados y llamaron a otros estados musulmanes a adoptar una "postura firme" contra la violencia; las protestas también tuvieron lugar en Irán.[49]
- Pakistán – El portavoz de asuntos exteriores pakistaní Moazzam Ali Khan dijo durante una rueda de prensa semanal: "estamos preocupados por la situación, pero hay noticias que dicen que las cosas han mejorado allí". Añadió que Pakistán esperaba que las autoridades birmanas darían los pasos necesarios para restaurar el control de la situación.[50] Las protestas contra los disturbios antimusulmanes fueron acogidas por diversos partidos políticos y organizaciones en Pakistán, que llamaron al gobierno, la ONU, la OIC y las organizaciones de derechos humanos a hacer caso a las matanzas y que Myanmar rinda cuentas.[51][52]
- Arabia Saudí – El Consejo de Ministros de Arabia Saudí dice que "condena la campaña de limpieza étnica y los atentados brutales contra los ciudadanos musulmanes Rohingya de Myanmar" e instó a la comunidad internacional a proteger a "los musulmanes en Myanmar".[53] el rey Abdalá ordenó enviar 50 millones de dólares a los Rohingyas, en la calidad de Arabia Saudí de "guardián de los intereses globales musulmanes".[54]
- Estados Unidos – La Secretaria de Estado de los Estados Unidos Hillary Clinton llamó el lunes a "todos los partidos a ejercer una restricción", añadiendo que "los Estados Unidos continúan estando profundamente preocupados" por la situación.[55][56]
- Reino Unido – El Ministro de Asuntos Exteriores Jeremy Browne declaró que estaba "muy preocupado" por la situación y que el Reino Unido y otros países continuarían viendo los desarrollos atentamente.[57]
- Unión Europea – A principios de 2012, la UE levantó varias de sus sanciones políticas y económicas sobre Myanmar. A fecha de 22 de julio, los diplomáticos de la UE controlaron la situación en el país y estaban en contacto con sus funcionarios.[58]
- Organización para la Cooperación Islámica – El 15 de agosto, una reunión de la Organización para la Cooperación Islámica condenó a las autoridades de Myanmar por la "violencia" contra los Rohingyas y la negación de la ciudadanía del grupo, y juró llevar el tema a la Asamblea General de la ONU.[59]